# إدوارد إيمرسون برنارد
إدوارد إيمرسون برنارد (بالإنجليزية: Edward Emerson Barnard)‏ (مواليد 16 ديسمبر 1857 توفي في 6 فبراير 1923) فلكي أمريكي كان يركز على الرصد الفلكي وعرف باكتشافه نجم برنارد في سنة 1916 والتي سميت على اسمه.
كما قام باكتشاف القمر التابع لكوكب المشتري أمالثيا

## روابط خارجية
- إدوارد إيمرسون برنارد على موقع الموسوعة البريطانية (الإنجليزية)
- إدوارد إيمرسون برنارد على موقع إن إن دي بي (الإنجليزية)